# Epironastes nigrisetosus
Epironastes nigrisetosus är en skalbaggsart som beskrevs av Phillip B. Carne 1957. Epironastes nigrisetosus ingår i släktet Epironastes och familjen Dynastidae. Inga underarter finns listade i Catalogue of Life.